# Prodidomus latebricola
Prodidomus latebricola là một loài nhện trong họ Gnaphosidae.
Loài này thuộc chi Prodidomus. Prodidomus latebricola được Mordecai Cubitt Cooke miêu tả năm 1964.